# Virovitica
Virovitica – miasto w północnej Chorwacji, stolica żupanii virowiticko-podrawskiej, siedziba miasta Virovitica. Jest położona w Slawonii, w pobliżu granicy z Węgrami. W 2011 roku liczyła 14 688 mieszkańców.

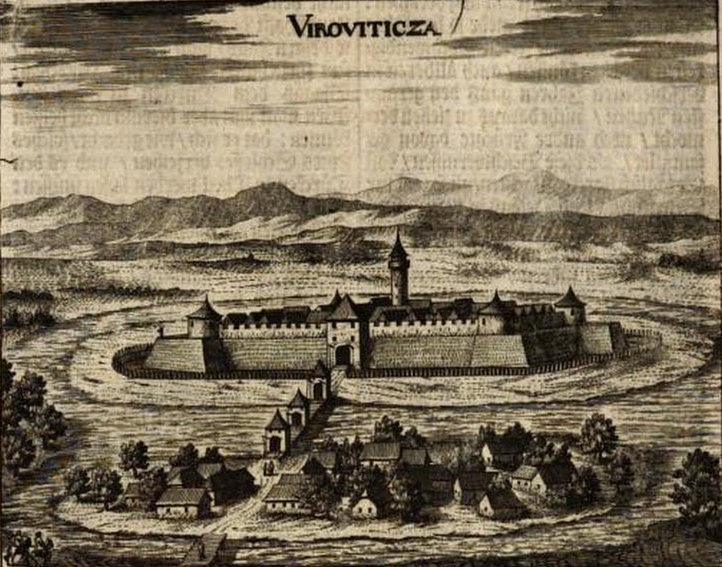
Virovitica w 1689 r. (wg J.V. Valvasora: Die Ehre des Herzogthums Crain)

## Miasta partnerskie
- Barcs